# Ilsa, She Wolf of the SS
Ilsa, She Wolf of the SS és una pel·lícula d'explotació canadenca de 1975 sobre una comandant d'un camp de presoners nazi sàdica i sexualment voraç. La pel·lícula està dirigida pel cineasta nord-americà Don Edmonds i produïda per David F. Friedman per a Cinépix Film Properties a Mont-real. La pel·lícula és protagonitzada per Dyanne Thorne en el paper principal, que es basa lliurement en Ilse Koch, l'esposa de l'autèntic comandant del camp de concentració de Buchenwald.
Després de la seva estrena a principis de 1975, la pel·lícula es va enfrontar immediatament amb una gran polèmica i burla crítica, Gene Siskel la va anomenar "la pel·lícula més degenerada que s'ha estrenat a la ciutat". Les crítiques particulars es van dirigir a la violència gràfica de la pel·lícula; que inclou representacions de castració, flagel·lació, experimentació amb humans i moltes altres formes de tortura. El boca-orella es va estendre ràpidament i la pel·lícula va tenir un èxit financer considerable, convertint-se en un element bàsic del grindhouse i autocinemes.
La popularitat de la pel·lícula va portar a la creació de tres seqüeles, i cadascuna d'elles Thorne repetia el seu paper. La infàmia de la pel·lícula finalment la va convertir en una pel·lícula de culte considerable, i el personatge d'Ilsa es va convertir en una icona de la cultura pop omnipresent amb una autoritat femenina "forta i agressiva". La pel·lícula es considera una de les entrades destacades del subgènere nazisploitation i, en menor grau, el subgènere sexplotació.

## Trama
Europa, 1945. Ilsa (Dyanne Thorne) és la comandant d'un camp de presoners de l'Alemanya nazi. Porta a terme experiments científics sàdics dissenyats per demostrar que les dones són més capaces de suportar el dolor que els homes i, per tant, se les hauria de permetre lluitar a les forces armades alemanyes. Ilsa és una autoritària sàdica amb un apetit sexual voraç pels homes, escull cada nit un nou presoner masculí amb qui copular. Tanmateix, a causa de la seva hipersexualitat, queda decebuda quan les seves víctimes inevitablement ejaculen i ràpidament les fa castrar i matar.
Després de despatxar la seva última conquesta, Ilsa supervisa l'arribada d'un nou grup de presoners i presoneres. Encara que menysprea i deshumanitza la majoria dels seus pupils, s'enamora de la presència de Wolfe (Gregory Knoph), un presoner de cabell ros i ulls blaus que, a diferència dels seus compatriotes, s'assembla a l'ideal nazi ari. Wolfe, un estudiant alemany-americà que havia estat estudiant a Berlín abans que esclatés la guerra, li diu al seu company de cel·la Mario (Tony Mumolo), una de les antigues víctimes d'Ilsa, que té la capacitat d'ejacular a voluntat, cosa que li permet tenir sexe amb una resistència i habilitat increïbles. Wolfe ho demostra quan, cridat a l'habitació de l'Ilsa a la nit, aconsegueix portar-la a l'orgasme, convertint-se en la seva primera parella repetidora a qui ella salva de bon grat.
Després d'haver guanyat la confiança d'Ilsa, Wolfe comença a planejar una revolta amb Mario i un grup de presoneres que han patit el pes de les tortures d'Ilsa. Mentrestant, l'Ilsa s'angoixa gradualment per les notícies que les forces aliades han trencat les defenses alemanyes. Creient que l'allistament de dones a l'exèrcit alemany ajudarà a frenar l'assalt, Ilsa intenta convèncer un general visitant de les seves teories sobre la supremacia femenina mostrant-li els diferents experiments inhumans als quals ha sotmès les seves presoneres. El General impressionat atorga a Ilsa una Creu de Ferro pels seus esforços, alhora que l'obliga a complir la seva naixent urolàgnia donant-li una pluja daurada.
Amb els alemanys en retirada, els presoners es revolten, matant la majoria dels guàrdies i reunint el personal supervivent. Ilsa és lligada al seu llit amb les seves mitges per Wolfe durant un joc sexual, abans que li robi l'arma i ajudi els seus companys. Wolfe demana als altres presoners que deixin els nazis perquè siguin capturats i jutjats pels aliats, però insisteixen que s'escaparan del càstig i els executen sumàriament. Amb les forces nazis en retirada acostant-se ràpidament, Wolfe i una presa solitària s'escapen als turons propers mentre els presoners restants, inclòs en Mario, decideixen lluitar fins a la mort. Són ràpidament superats per una tropa de tancs Waffen-SS, que elimina ràpidament la petita resistència.
El comandant desembarca i comença a investigar el campament. En trobar Ilsa lligada, li dispara al cap abans d'ordenar l'arrasament del campament per destruir les proves de les seves atrocitats. Mentre presumeix que els aliats mai sabran què va passar, Wolfe i els seus companys fugits miren des de dalt d'un turó proper, els únics supervivents del camp d'extermini d'Ilsa.

## Repartiment
- Dyanne Thorne - Ilsa
- Gregory Knoph - Wolfe
- Tony Mumolo - Mario
- George Buck Flower - Binz (com C.D. Lafleuer)
- Maria Marx - Anna
- Nicolle Riddell - Kata
- Jo Jo Deville - Ingrid
- Sandy Richman - Maigret
- Rodina Keeler - Gretchen
- Richard Kennedy - El General (com Wolfgang Roehm)
- Lance Marshall - Richter
- Jacqueline Giroux - Rosette

## Producció

### Desenvolupament
Després de l'èxit al Canadà de Love Camp 7 de Lee Frost i David F. Friedman el 1969, André Link i John Dunning de Cinepix Film Properties van intentar capitalitzar-lo produint la seva pròpia pel·lícula d'explotació de temàtica nazi. Dunning es va inspirar en registres històrics d'experiments mèdics en temps de guerra sobre súbdits humans poc disposats, però també buscaven afegir una vilana femenina.
Dunning va treballar en el guió amb l'escriptor John C.W. Saxton, es va inspirar en Ilse Koch, dona del comandant del camp de concentració de Sachsenhausen i, més tard, del Buchenwald. Sobrenomenada "La gossa de Buchenwald", Koch va ser acusada de diversos crims de guerra, inclòs un experiment en què li van treure la pell de presoners tatuats per fer mobles. La premissa central de la pel·lícula d'Ilsa torturant dones per provar la seva resistència al dolor es basava en una teoria mèdica en temps de guerra que les dones podien suportar el dolor i el càstig millor que els homes, perquè estaven millor equipades com a resultat de la prova del part.
Per produir-la Link i Dunning la van oferir al productor de Love Camp 7 David F. Friedman, una oferta que va acceptar ràpidament. Friedman era un cineasta veterà d'explotació, que havia produït nombroses pel·lícules de sexplotació "roughie", així com Blood Feast de Herschell Gordon Lewis. El director va ser Don Edmonds, un actor que havia començat a dirigir pel·lícules d'explotació a principis de la dècada. Ilsa seria la seva tercera pel·lícula com a director, després de Wild Honey i Tender Loving Care.

### Càsting
La primera opció de càsting de Friedman per al paper principal va ser Phyllis Davis. Quan ella va resultar inviable, va buscar Dyanne Thorne per interpretar la protagonista. Thorne era showgirl de Las Vegas de molt de temps que havia estudiat amb Stella Adler, que en aquell moment treballava com a xofer. Thorne va titllar el guió com a "horrible", però va assumir el paper després que un amic li recomanés Edmonds personalment.
Per al paper del Dr. Binz, el diminut assistent masculí d'Ilsa, Edmonds va escolli el seu anterior col·laborador George Buck Flower, que també havia treballat amb Thorne i Friedman en diverses funcions com a assistent de direcció, director de càsting, decorador d'escenografia i grip. Flower també va exercir com a assistent de direcció no acreditat. L'aparença de Binz es basa en la de Magnus Hirschfeld, un pioner sexòleg alemany (tot i que el veritable Hirschfeld era ferventament antinazi i antifeixista).

### Rodatge
La pel·lícula es va rodar en nou dies. Es va utilitzar el set de rodatge Stalag 13 a Culver City, Califòrnia, usat per la sèrie de televisió Hogan's Heroes. La sèrie ja s'havia cancel·lat i els productors van deixar que la pel·lícula s'hi fes un cop van saber que una escena demanava que es cremés, estalviant-los així el cost de fer-lo enderrocar.
Com que la pel·lícula es va rodar als Estats Units, no podia ser legalment qualificada per a la "Subscripció de guanys de capital" de la Canadian Film Development Corporation. Link i Dunning van optar per no acreditar-se com a productors executius.

### Postproducció
Durant el muntatge, David Friedman va decidir posar un avís abans dels crèdits inicials de la pel·lícula per tal d'afegir un aire de legitimitat i, amb l'esperança, afavorir les possibles crítiques. Hi diu: 
| « | "La pel·lícula que esteu a punt de veure es basa en fets documentats. Les atrocitats mostrades es van dur a terme com a 'experiments mèdics' en camps de concentració especials al Tercer Reich de Hitler. Tot i que aquests crims contra la humanitat són històricament precisos, els personatges representats són compostos de personalitats nazis notòries; i els esdeveniments retratats s'han condensat en una localitat amb propòsits dramàtics. A causa del seu tema impactant, aquesta pel·lícula està restringida només al públic adult. Dediquem aquesta pel·lícula amb l'esperança que aquests crims atroces no tornin a passar mai més". | » |

### Ús de pseudònims
Diversos membres clau del repartiment i de l'equip van ser acreditats amb pseudònims. David F. Friedman és acreditat com "Herman Traeger", el guionista John C.W. Saxton com "Jonah Royston" i els actors George Buck Flower com "C.D. Lafleuer" i Richard Kennedy com a "Wolfgang Roehm". L'editor acreditat, Kurt Schnit, probablement també era un pseudònim, ja que no se sap que no hi hagués cap editor de pel·lícules de l'època, i no té cap altre crèdit de cap tipus.

## Estrena
Ilsa fou rebutjada pel British Board of Film Censors l'any 1975 i segueix sense estrenar-se al país. Va ser prohibida a Austràlia, Alemanya i Noruega. Als Estats Units, la pel·lícula es va estrenar principalment a sales urbanes i grindhouse, com era la pràctica habitual per a moltes pel·lícules d'explotació de l'època.

## Recepció
Ilsa, She Wolf of the SS té crítiques principalment negatives i té una puntuació del 36% a Rotten Tomatoes basada en 11 ressenyes.
The Independent Film Journal va escriure: "Només les mentalitats sàdiques més perilloses aconseguiran veure voluntàriament durant més de deu minuts d' Ilsa, She Wolf of the SS, un catàleg gràfic que regira l'estómac d'atrocitats mèdiques nazis que fan que The Texas Chain Saw Massacre sembli un pícnic de diumenge... Els cinemes que atenen una audiència molt baixa podrien guanyar un munt de diners bruts. Altres farien bé en obligar-ho."
Gene Siskel del Chicago Tribune va donar a la pel·lícula zero estrelles de quatre i la va qualificar de "la pel·Lícula més degenerada que he vist interpretar al centre de la ciutat... Ilsa és com un llibre de text per a violadors i fanàtics de la mutilació". Va identificar els distribuïdors de la pel·lícula i els va aconsellar que "la vegin, perquè estic segur que després la retiraran."
Vincent Canby de The New York Times va informar que havia sortit de veure la pel·lícula i va escriure que "podria ser la pitjor pel·lícula de sexe i violència de porno tou de la dècada, i la més divertida. Està ambientada en un camp de concentració nazi de la Segona Guerra Mundial construït en un prat que sembla molt al sud de Califòrnia. Gairebé es pot escoltar el trànsit de l'autopista a l'altre costat del turó."
Dave Kehr del Chicago Reader va descriure la pel·lícula com un "campament canadenc autoconscient", que "no va ser notori fins que va ser denunciat ferotgement als mitjans de comunicació d'alt perfil".
The A.V. Club va donar a la pel·lícula una crítica mordaç, assenyalant que "no té absolutament cap sentit de l'humor que pugui anar on està l'evident manca de propòsit moral".
El director de la pel·lícula, Don Edmonds, va descriure el guió com "la pitjor merda que he llegit mai".

## Reconeixements
Deu anys després del seu llançament, Ilsa, She Wolf of the SS va guanyar el millor llançament alternatiu als premis AVN de 1985.

## Llegat
Tot i ser ridiculitzada per la crítica, la pel·lícula té un seguit de culte, en gran part a causa de la duresa del personatge principal i de l'actuació d'estètica camp de Thorne. L'estudiosa de cinema Rikki Schubert valora el personatge com a feminista, escrivint a Super Bitches and Action Babes: The Female Hero in Popular Cinema, 1970–2006, "ella no és una heroïna femenina en cap sentit normal, però. és una protagonista forta, activa i agressiva que s'ha convertit en mítica a la cultura occidental".
El personatge és una representació cultural pop per excel·lència del sadomasoquisme i la hipersexualitat,i Schubert escriu que "L'uniforme, l'aspecte bonic i dur, l'orgull ferotge i la crueltat freda són totes les característiques de la dominatrix, que és aquí, literalment, una "gossa castradora". És una criatura hipersexual, plenament dedicada a la seva feina, i sempre a la recerca de satisfacció".

## En la cultura popular
- A la pel·lícula de terror de Jörg Buttgereit de 1989 Der Todesking, un personatge lloga una pel·lícula d'explotació nazi anomenada Vera - Todesengel der Gestapo (Vera, l'àngel de la mort de la Gestapo), que representa un presoner d'un camp de concentració castrat per una guàrdia de la presó semblant a Ilsa.
- La pel·lícula del 2007  Grindhouse inclou un tràiler fals per a una pel·lícula anomenada Werewolf Women of the SS de Rob Zombie, els personatges de la qual se semblen a Ilsa. L'oficial principal, Eva Krupp (interpretada per l'esposa de Zombie, Sheri Moon), també es pot veure com un personatge semblant a Ilsa.[15]
- La banda nord-americana de speed metal At War va gravar la cançó "Ilsa, She Wolf of the SS", basada tant en la pel·lícula com en Ilse Koch.[16]
- Rob Zombie també va usar clips d'àudio a la cançó "House of 1000 Corpses" el segon single de l'àlbum The Sinister Urge.

## Seqüeles
Ilsa, She Wolf of the SS va ser seguida de tres seqüeles:
- Ilsa, Harem Keeper of the Oil Sheiks (1976) – l'única seqüela dirigida per Don Edmonds. La pel·lícula està ambientada en un regne de l'Orient Mitjà sense nom en els temps moderns, amb Ilsa com a supervisora de l'harem d'un ric xeic.
- Ilsa, the Wicked Warden (1977) – dirigida per Jesús Franco. Wicked Warden no va ser originalment una entrada oficial a la sèrie, sinó que va ser una pel·lícula europea no relacionada amb Dyanne Thorne com un personatge de guarda similar anomenat 'Wanda'. Quan es va estrenar a Amèrica del Nord, els drets van ser comprats pels titulars oficials dels drets d'Ilsa, que van redoblar la pel·lícula per canviar el nom del personatge principal Ilsa i incorporar-la com a entrada oficial a la sèrie.
- Ilsa, the Tigress of Siberia (also 1977) – dirigida per Jean LaFleur. La quarta i última entrada és l'única realitzada al Canadà. És única entre la sèrie per la seva estructura de "dos actes", la primera meitat que representa a Ilsa com a comandant d'un gulag siberià a la Unió Soviètica, mentre que la segona meitat avança 20 anys després. a l'actual Mont-real, on Ilsa és ara la propietària d'un prostíbul fugint de les autoritats soviètiques. Aquesta entrada va ser produïda per Ivan Reitman i Roger Corman sota l'àlies compartit "Julius Parnell".

Cap d'aquestes seqüeles té continuïtat de la història entre elles, que representa a Ilsa en llocs i períodes molt diferents i que sovint acaba amb la seva mort o incapacitat.